# 轻蝇量级
轻蝇量级（英語：light flyweight），或称为初蝇量级（junior flyweight）、超草量级（super strawweight），是拳击运动的重量级别之一。
拳击运动中轻蝇量级的划分标准为体重不超过108磅（49公斤）。
在业余拳业中，该级别首次在1968年夏季奥林匹克运动会中引入。而在职业拳击的各主要拳击组织中，世界拳击理事会（WBC）最早承认这一级别。1975年，Franco Udella成为轻蝇量级的首位世界拳王。此后，世界拳击协会（WBA）、国际拳击联合会（IBF）、世界拳击组织（WBO）先后于1975年、1983年、1989年承认轻蝇量级。

## 现任轻蝇量级世界拳王
| 组织 | 日期           | 拳王            | 战绩             | 卫冕次数 |
| ---- | -------------- | --------------- | ---------------- | -------- |
| WBA  | 2018年12月31日 | 京口紘人        | 16-0 (11 KO)     | 4        |
| WBC  | 2022年3月19日  | 寺地拳四朗      | 19-1 (11 KO)     | 0        |
| IBF  | 空缺           |                 |                  |          |
| WBO  | 2021年10月16日 | 喬納森·岡薩雷斯 | 25-3-1-1 (14 KO) | 0        |